# 河合優実
河合 優実（かわい ゆうみ、2000年〈平成12年〉12月19日 - ）は、日本の女優。東京都練馬区出身。鈍牛倶楽部所属。東京都立国際高等学校卒業、日本大学芸術学部演劇学科中退。

## 来歴
デビューは2019年2月。テレビドラマ初出演は『インハンド』。テレビドラマの初レギュラーは『夢中さ、きみに。』。
2021年、2022年の公開映画（特に『由宇子の天秤』と『サマーフィルムにのって』）での演技が数々の映画賞の新人賞を総なめにした。2022年は計8本もの映画に出演し、第35回日刊スポーツ映画大賞・石原裕次郎賞を受賞。
初主演もテレビドラマ『ワンナイト・モーニング』第4話「牛丼」で務めることとなった。長編映画の初主演は『少女は卒業しない』。
連続テレビドラマ初主演は岸田奈美の実話を基にした『家族だから愛したんじゃなくて、愛したのが家族だった』。岸本七実を演じた。このドラマは関西を舞台にしており、流暢な関西弁で演じた。
2024年、主演を務めた映画『ナミビアの砂漠』が第77回カンヌ国際映画祭で国際映画批評家連盟賞を受賞すると、同じく主演を務めた映画『あんのこと』と共に高い評価を受け、数々の国内映画賞で主演女優賞を受賞し、第48回日本アカデミー賞 最優秀主演女優賞に輝いた。また、上記の映画作品における功績やTBS系ドラマ『不適切にもほどがある!』の主人公の不良娘・純子役を演じた話題性が評価され、第49回エランドール賞新人賞を受賞している。
2025年8月、第78回ロカルノ国際映画祭で行われた映画『旅と日々』（三宅唱監督）のワールドプレミア上映に出席した。同作は同映画祭で最高賞にあたる金豹（きんひょう）賞を受賞した。

## 人物
趣味はダンス、歌、絵を描くこと、バスケットボール、弾き語り。小学3年生のときに、妹が通っていたダンススタジオに通い始め、中学進学とともに一旦ダンスから離れたものの、高校3年間はダンス部に所属していた。ダンスを続けるうちに「表現すること」の楽しさに気づき、ミュージカル「コーラスライン」を観たことをきっかけに役者を目指すこととなった。
憧れの役者を聞かれた際は森山未來の名前を挙げており、役者やダンサーとしての表現力や自分の軸を持って活動する姿勢をとても尊敬している。
両親が父は映画好き、母は社会人演劇をしていた時期もあるという家庭で育ち、また、ハーフであることを公表している。3姉妹の長女。
好きな本は『夏物語』（川上未映子）、『往復書簡 初恋と不倫』（坂元裕二）。その他にも村上龍、村上春樹の小説を読む。深く好きになった作家の過去作品をさかのぼっていくタイプ。
本の文章や映画の字幕を翻訳する仕事に興味があり、役者の仕事をしていなければ翻訳家を目指す未来もあったかもしれないと話している。
賑やかな家族の中で育ち、両親の影響からドリフを見ながら育った。
食べ物は餃子と小麦が好き。グルテンフリー・ダイエットに挑戦しようとしたこともあるが、パンやパスタが大好きなため諦めたことがある。
大学は、日本大学芸術学部演劇学科に入学し、大学時代の同級生である女優の見上愛とは交友がある。
バラエティ番組『アメトーーク!』(テレビ朝日)の特集を見たことがきっかけとなり、『ザ・ノンフィクション』(フジテレビ)を頻繁に見るようになった。特にお気に入りの回は、国道沿いにトタン張りの小さな建物が立ち並ぶ飲み屋街「塙山キャバレー」の人々を追った『酒と涙と女たちの歌』で、「すごく行ってみたいと思いますし、切ないですよね」と興味を示していた。

## 受賞歴
2021年
- 第43回ヨコハマ映画祭 最優秀新人賞（『由宇子の天秤』『サマーフィルムにのって』）
- 2021年度 全国映連賞 女優賞（『由宇子の天秤』により）

2022年
- 第35回高崎映画祭 最優秀新人俳優賞（『由宇子の天秤』）
- 第95回キネマ旬報ベスト・テン 新人女優賞（『由宇子の天秤』『サマーフィルムにのって』『偽りのないhappy end』により）
- 第64回ブルーリボン賞 新人賞（『由宇子の天秤』『サマーフィルムにのって』により）
- 第14回TAMA映画賞 最優秀新進女優賞（『ちょっと思い出しただけ』『愛なのに』『女子高生に殺されたい』『冬薔薇（ふゆそうび）』『PLAN75』『百花』）
- 第44回ヨコハマ映画祭 助演女優賞（『ある男』『PLAN75』『愛なのに』『冬薔薇』『ちょっと思い出しただけ』）
- ELLE CINEMA AWARDS 2022 エル・ガール ライジングアクトレス賞（『PLAN 75』『愛なのに』）
- 第35回日刊スポーツ映画大賞・石原裕次郎賞 新人賞（『冬薔薇』『PLAN75』『ある男』『女子高生に殺されたい』）

2024年
- 第119回ザテレビジョンドラマアカデミー賞 助演女優賞（『不適切にもほどがある!』）
- 第50回放送文化基金賞 演技賞（『シリーズ“宗教2世” 神の子はつぶやく』）
- 第16回TAMA映画賞 最優秀女優賞（『ナミビアの砂漠』『あんのこと』『ルックバック』『四月になれば彼女は』）
- Yahoo!検索大賞2024 俳優部門1位
- ELLE CINEMA AWARDS 2024 エル ベストアクトレス賞
- Filmarks Awards 2024 クリエイター部門 俳優ベストFan!賞（『あんのこと』『ルックバック』『不適切にもほどがある!』）
- 映キャン!2024 最優秀女優賞（『あんのこと』『ナミビアの砂漠』）

2025年
- 第79回毎日映画コンクール 主演俳優賞（『あんのこと』『ナミビアの砂漠』）
- 第67回ブルーリボン賞 主演女優賞（『あんのこと』『ナミビアの砂漠』）
- 第98回キネマ旬報ベスト・テン 主演女優賞（『ナミビアの砂漠』『あんのこと』）
- おおさかシネマフェスティバル2025 主演女優賞（『あんのこと』）
- 2024年度全国映連賞 女優賞（『あんのこと』）
- 第49回エランドール賞 新人賞（TVガイド賞）
- 第75回芸術選奨文部科学大臣新人賞（『ナミビアの砂漠』）
- 第48回日本アカデミー賞 最優秀主演女優賞（『あんのこと』）
- 第33回橋田賞 新人賞（『不適切にもほどがある!』『RoOT / ルート』）
- 第34回日本映画批評家大賞 主演女優賞（『あんのこと』）

## 出演

### 映画
- よどみなく、やまない（2019年、監督：芝山健太）[56]
- 転がるビー玉（2020年1月31日、監督：宇賀那健一） - 萌子 役[57]
- 透明の国（2020年、監督：嵐あゆみ） - 主演[58]
- 喜劇 愛妻物語（2020年9月11日、監督：足立紳） - 高速でうどんを打つ女子高生 役[59]
- アンダードッグ（2020年11月27日、監督：武正晴）
- 佐々木、イン、マイマイン（2020年11月27日、監督：内山拓也） - 苗村 役[60]
- サマーフィルムにのって（2021年8月6日、監督：松本壮史） - ビート板 役[61]
- 由宇子の天秤（2021年9月17日、監督：春本雄二郎） - 小畑萌 役[62]
- AREA（2021年10月15日公開、監督：関翼） - 主演・香 役[63]
- 偽りのないhappy end（2021年12月17日、監督：松尾大輔） - ユウ 役[64][65]
- ちょっと思い出しただけ（2022年2月11日、監督：松居大悟） - 泉美 役[66]
- 愛なのに（2022年2月25日、監督：城定秀夫） - 矢野岬 役[67]
- 女子高生に殺されたい（2022年4月1日、監督：城定秀夫） - 杉あおい 役[68][69]
- 冬薔薇（ふゆそうび）（2022年6月3日、監督：阪本順治） - 美崎智花 役[70]
- PLAN75（2022年6月17日、監督：早川千絵） - 成宮瑤子 役[71]
- 百花（2022年9月9日、監督：川村元気） - 田名部美咲 役[72]
- 線は、僕を描く（2022年10月21日、監督：小泉徳宏） - 川岸美嘉 役[73]
- ある男（2022年11月18日、監督：石川慶） - 茜 役[74]
- 少女は卒業しない（2023年2月23日、監督：中川駿） - 主演・ 山城まなみ 役[13]
- ひとりぼっちじゃない（2023年3月10日、監督：伊藤ちひろ） - 蓉子 役[75]
- モダンかアナーキー（2023年7月1日、監督：杉本大地） - ハナ 役[76]
- 四月になれば彼女は（2024年3月22日、監督：山田智和） - 坂本純 役[77]
- あんのこと（2024年6月7日、監督：入江悠） - 主演・ 香川杏 役[78][79][80]
- ナミビアの砂漠（2024年9月6日、監督：山中瑶子） - 主演・カナ 役[81][82]
- 八犬伝（2024年10月25日、監督：曽利文彦） - 浜路 役[83]
- 敵（2025年1月17日、監督：吉田大八） - 菅井歩美 役[84]
- 悪い夏（2025年3月20日、監督：城定秀夫） - 林野愛美 役[85]
- 今日の空が一番好き、とまだ言えない僕は（2025年4月25日、監督：大九明子） - 桜田花 役[86][87]
- ルノワール（2025年6月20日、監督：早川千絵） - 北久理子 役[88]
- 旅と日々（2025年11月7日公開予定、監督：三宅唱） - 渚 役[89]

### テレビドラマ
- インハンド 第4話（2019年5月3日、TBS） - 菊池香織 役
- トップナイフ-天才脳外科医の条件- 第3話（2020年1月25日、日本テレビ） - 神戸優子 役
- 女子グルメバーガー部 第2話（2020年7月18日、テレビ東京） - れな 役[90]
- 夢中さ、きみに。（2021年1月8日 - 2月5日、毎日放送） - 荒川 役[6]
- アノニマス〜警視庁“指殺人”対策室〜 最終話（2021年3月15日、テレビ東京） - 城ヶ崎泉 役
- ネメシス 第4話（2021年5月2日、日本テレビ） - 夏本レナ 役[91]
- さまよう刃（2021年5月15日 - 6月26日、WOWOW） - 長峰絵摩 役
- 24時間テレビ ドラマスペシャル『生徒が人生をやり直せる学校』（2021年8月21日、日本テレビ） - 緑川姫希 役[92]
- 恋の病と野郎組 Season2 第5話・最終話（2022年2月21日・3月28日、日本テレビ） - 第5話ヒロイン・内田レイカ 役[93]
- 17才の帝国（2022年5月7日 - 6月4日、NHK総合） - 雑賀すぐり 役[94]
- 椅子 第3話「海へ」（2022年6月10日、WOWOW） - 絵理 役[95]
- ワンナイト・モーニング 第4話「牛丼」（2022年8月26日、WOWOW） - 主演・旗本たまこ 役[注 1][12]
- オリバーな犬、 (Gosh!!) このヤロウ シーズン2 第5話 - 最終話（2022年9月27日 - 10月4日、NHK総合） - 小西沙羅 役[96]
- 家族だから愛したんじゃなくて、愛したのが家族だった（2023年5月14日 - 7月16日、NHK BSプレミアム・BS4K） - 主演・岸本七実 役[14][97]
- NHKスペシャル「シリーズ“宗教2世” 神の子はつぶやく」（2023年11月3日、NHK総合） - 主演・木下遥 役[98][99]
- 不適切にもほどがある!（2024年1月26日 - 3月29日、TBS） - 小川純子 役[100][101]
  - 不適切にもほどがある! スペシャル（2026年春〈予定〉、TBS）[102]
- RoOT / ルート（2024年4月3日 - 6月5日、テレビ東京） - 主演・玲奈 役[注 2][103][104]
- 連続テレビ小説 あんぱん 第11回 -（2025年4月14日 - 、NHK総合） - 朝田蘭子 役[105][106]

### 配信ドラマ
- VerifieR -立証者-（2019年08月23日配信、Rakuten TV） - 真下ほのか 役[107]
- MY SHIBUYA VIEW「Where is UFO?」（2020年9月、LINE・Youtube PRADAチャンネル、監督：山田智和）[108]
- ドラマ「惑星サザーランドへようこそ」（2021年5月28日より全5話配信、YouTubeチャンネル「みせたいすがた」） - 麦 役[109]
- 夢の中のメロディ（2021年6月14日、NUMA） - 八雲美咲 役[注 3][110]
- オリジナルドラマ『見つめ』（2021年7月14日より配信、YouTube） - 永瀬ミツメ 役
- 上下関係（2021年7月30日、LINE NEWS VISION / 2025年2月27日、UniReel） - ヒロイン・本田小夏 役[111][112]
- First Love 初恋（2022年11月24日、Netflix）第3話 - 君津菜七子 役[1]
- 60秒Webドラマ「喫茶ピクセル」（2024年5月8日より配信、YouTubeチャンネル「docomoofficial」） - 常連客 役 ※はんにゃ.金田哲と共演[113][114]
- 龍が如く〜Beyond the Game〜（2024年10月25日配信、Amazon Prime Video） - 澤村由美 役[115]

### ドキュメンタリー
- ザ・ノンフィクション（フジテレビ）- ナレーション
  - 「芸に命をかけた人」～南部虎弾と妻の約束～ 前編・後編（2024年5月12日・19日）[116]
- ETV特集「“断らない病院”のリアル」（2025年5月31日、NHK Eテレ）- ナレーション[117]

### 音楽特別番組
- 第75回NHK紅白歌合戦（2024年12月31日、NHK総合・ラジオ第1） - ゲスト審査員[118]

### 舞台
- some day（2019年9月、オーストラ・マコンドー）[119][120]
- フリムンシスターズ（2020年、作・演出：松尾スズキ）[60]
- ドライブイン カリフォルニア（2022年5月 - 7月 東京：本多劇場、大阪：サンケイホールブリーゼ、作・演出：松尾スズキ） - エミコ 役[121][122]
- 私を探さないで（2025年10月11日 - 11月3日〈予定〉、本多劇場 他、作・演出：岩松了） - 三沢アキラ 役[123][124]

### テレビアニメ
- ルカと太陽の花 第2章（2025年3月25日、NHK Eテレ） - シュウ 役[125]

### 劇場アニメ
- ルックバック（2024年6月28日、エイベックス・ピクチャーズ）- 主演・藤野 役[注 4][126]

### CM
- ABCマート NIKE/ナイキ AIR MAX（2019年）
- Uber Eats 「2倍届いて、2倍幸せ。」篇（2019年）
- NTTドコモ
  - 「スマホデビューしたら」（機種割引）篇（2020年）
  - お願いGoogle Pixel「ドタキャン 一人旅」篇（2024年、WebCM）[127]
- Champion 2020 SPRING & SUMMER「汗かくのスキ、汗はキライ。」篇（2020年）
- 森永製菓 inゼリー「受験にinゼリー2020」篇（2020年）[4]
- キユーピー 深煎りごまドレッシング（2020年） - ナレーション
- カネボウ化粧品 KATE 3D HAIR LINER（2020年） - WEB CM
- 任天堂 ゼルダの伝説 スカイウォードソード HD（2021年）
- X-MOMENT 「新しいアスリート」篇（2021年）
- 木下不動産 プレール・ドゥーク（2021年）
- Amazon Prime Video 「私はこの夏、巻き返す」（2021年）
- 日本マクドナルド マックデリバリー「月見の時間を、お届けします。」篇（2022年）
- ファンデリー 『旬をすぐに』「旬すぐ いってらっしゃい」篇（2023年2月27日 - ） - テレビCM及びWEB。関東限定[128]
- 資生堂 ファンデ美容液「さようなら、ファンデーション。」篇（2024年4月25日 - ）[129]
- さとふる
  - 「してます?」篇、「潜んでる?」篇（2024年6月15日 - ）[130]
  - 「ご報告」篇、「初めては、なに?」篇（2025年6月21日 - ）[131]
- 木下工務店 「ただいまと、おかえりのある幸せ。」篇（2024年9月1日 - ）[132]
- ユニクロ
  - ブラトップ「LifeとWear/メリノの日」（2024年9月9日 - ）[133]
    - ブラトップ「LifeとWear/ホップステップ春」（2025年3月24日 - ）[134]

  - 「春は、ニッと🎵」（2025年1月13日 - ）※WebCM[135]
    - 「夏も、ニッと」（2025年6月9日 - ）※WebCM[136]
- サントリー 「クラフトボス」
  - 「宇宙人ジョーンズ・アイドル」篇（2024年9月16日 - ）[137]
  - 「宇宙人ジョーンズ・四姉妹」篇（2025年3月18日 - ）※松たか子、杉咲花、伊藤沙莉と共演[138]
- 森永乳業 MOW
  - 「MOWいいかい?MOWいいよ」篇（2024年9月24日 - ）[139]
  - 「愛すべきバニラ」篇（2025年3月13日 - ）[140]
- 味の素 「クノール（R）カップスープ」「コーンなうれしい朝にして」篇、「ポタージュなお年ごろ」篇、「ごちそうの方程式」篇（2024年9月25日 - ）[141]
- JR東日本 Suica Renaissance Vol.1「はじまり」篇（2025年6月13日 - ）[142]

### アンバサダー
- 資生堂「ファンデ美容液」（2024年）[143]

### MV
- a flood of circle「Center Of The Earth」（2019年2月28日）
- supercell「#Love feat.Ann, gaku」（2019年7月30日）
- バレーボウイズ「雨があがったら」（2019年8月1日）
- Dannie May「暴食」（2019年8月13日）
- 山岸健太「雨宿り」（2020年2月8日）
- the peggies「アネモネ」（2020年3月26日）
- くじら「寝れない夜に feat.yama」（2020年10月15日）
- 手嶌葵「ただいま」（2021年2月23日）
- 坂本真綾「Duets」（2021年3月17日）[144]
- 山下達郎「LOVE'S ON FIRE」（2022年6月22日）
- King Gnu「雨燦々」（2022年8月16日）

### その他
- Audible 汐見夏衛著「さよならごはんを今夜も君と」（2023年6月）[145][注 5]
- タネの箱舟（2023年10月2日、NHK Eテレ）- ナレーション[146]
- ヒデラジ∞ （2024年3月28日、NHK-FM）[147]
- ボクらの時代（2024年6月9日、フジテレビ） - 河合優実×見上愛×青木柚[148]
- だれかtoなかい（2024年6月16日、フジテレビ）※ゆりやんレトリィバァと共演[149]
- Google Pixel presents ANOTHER SKY（2024年10月12日、日本テレビ）[150]
- 映画『リュミエール!リュミエール!（フランス語版）』日本版予告編ナレーション（2024年11月）[151]
- スイッチインタビュー「河合優実×MIKIKO」EP1、EP2（2025年1月10日・17日、NHK Eテレ）[152]
- NHK MUSIC SPECIAL 星野源（2025年6月7日、NHK総合）- ナレーション[153]